# Donaufeld Straße
Die Donaufeld Straße B232  ist eine geplante Hauptstraße B im 21. Wiener Gemeindebezirk Floridsdorf. Sie soll von der Donau Straße (B3) abzweigen, die Groß Jedlersdorfer Straße (B229) queren zur Brünner Straße (B7) in Stammersdorf führen.
Die Pläne sind umstritten. Befürworter versprechen sich durch die B232 eine Entlastung der Brünner Straße. Gegner zweifeln die Sinnhaftigkeit einer solchen Straße an und sehen Wohngebiete bedroht. Im Oktober 2022 gab die Stadt Wien bekannt, Teile der Straße nicht für den motorisierten Individualverkehr freigeben zu wollen. Nördlich der Gerasdorfer Straße soll die Verbindung rein als Radweg erbaut werden.
Nicht zu verwechseln ist sie mit der ebenfalls nach dem Stadtteil Donaufeld benannten Donaufelder Straße, welche als Hauptstraße A innerhalb der Bezirke Floridsdorf und Donaustadt verläuft.

## Geplanter Straßenverlauf
Für die Donaufeld Straße ist folgender Straßenverlauf vorgesehen
- Hans-Czermak-Gasse
- Neue Trasse (Satzingerweg–Leopoldauer Straße), 500 m, vorbehalten für Busse, Fahrräder und Fußgänger[1]
- Josef-Brazdovics-Straße
- Richard-Neutra-Gasse
- Neue Trasse (Tauschekgasse–Gerasdorfer Straße)
- Neue Trasse (Gerasdorfer Straße–Stammersdorfer Straße), vorbehalten für Fahrräder und Fußgänger[1]